# Хьойор
Хьойор (на шведски: Höör, на шведски се изговаря по-близко до Хююр) е град в южна Швеция, лен Сконе. Главен административен център на едноименната община Хьойор. Намира се на около 480 km на югозапад от столицата Стокхолм и на 50 km на изток от Хелсингбори. Получава статут на град през 1939 г. Има жп гара. Населението на града е 7865 жители според данни от преброяването през 2010 г.